# Broskvari
Broskvari (en italien : Brosquari) est une localité de Croatie située en Istrie, dans la municipalité de Višnjan, dans le comitat d'Istrie. En 2001, la localité comptait 16 habitants.

## Démographie
| 1948 | 1953 | 1961 | 1971 | 1981 | 1991 | 2001 |
| ---- | ---- | ---- | ---- | ---- | ---- | ---- |
| 26   | 26   | 19   | 20   | 19   | 19   | 16   |